# Derek Fletcher
Pour les articles homonymes, voir Fletcher.
Derek Fletcher  (né en 1951) est un homme politique canadien de l'Ontario. Il est député provincial néo-démocrate de la circonscription ontarienne de Guelph de 1990 à 1995.

## Biographie
Né en Angleterre, Fletcher immigre avec sa famille au Canada à l'âge de 6 ans. Il travaille pendant 16 ans comme opérateur de presse à la Macmillan Bathurst Industries de Guelph. De 1984 à 1988, il est président du syndicat District Labour Council et conseiller scolaire de la commission scolaire du comté de Wellington de 1985 à 1990.

## Politique
Candidat néo-démocrate dans Wellington-Sud en 1985, il est défait par le libéral Rick Ferraro. À nouveau défait par Ferraro dans Guelph en 1987, il est élu en 1990.
De 1990 à 1993, il est assistant parlementaire du ministre des Services gouvernementaux et des Services aux consommateurs (en) avant de devenir celui du ministre de la Citoyenneté (en) jusqu'à la fin du mandat en 1995.
Fletcher et son parti son défait en 1995.